# رجام (بني حشيش)

تعديل مصدري - تعديل

رجام هي إحدى قرى عزلة رجام بمديرية بني حشيش التابعة لمحافظة صنعاء، بلغ تعداد سكانها 412 نسمة حسب تعداد اليمن لعام 2004.